# One of These Days
"One of These Days" (Uno de estos días) es la primera canción de Meddle, el sexto álbum de estudio del grupo de rock progresivo Pink Floyd. 
En este tema se presenta el cambio de estilo de la banda, dejando de lado el rock psicodélico para adentrarse en el rock progresivo. Empieza con sonidos de viento, seguidos de dos bajos graves tocados por Roger Waters y David Gilmour. A medida que avanza se le une una guitarra muy distorsionada, y cuando llega a la mitad, se oye a Nick Mason decir One of these days, i'm going to cut you into little pieces (un día de estos, te voy a cortar en pequeños trozos). La parte final muestra una variedad de bajo, guitarra, teclado y batería. La frase estaba dedicada a un DJ de la BBC Radio 2 llamado Jimmy Young. Fue compuesta por todos los miembros de la banda. Pocos segundos antes de la frase pronunciada por el baterista de la banda se puede escuchar de fondo la melodía de la cortina de la serie británica Doctor Who, aproximadamente en el minuto 3:37.
Según David Gilmour, esta fue una de las canciones en las que más trabajaron juntos los miembros de la banda. Fue incluida en los conciertos Live at Pompeii, Delicate Sound of Thunder, A Passage of Time (1994) y P•U•L•S•E (interpretadas por Guy Pratt en las tres últimas). 
También fue incluida en los álbumes recopilatorios A Collection of Great Dance Songs y Echoes: The Best of Pink Floyd, en este último la canción fue recortada, siendo el principio más corto y enlazando con "When the Tigers Broke Free" y "Us and Them".

## Personal
- David Gilmour - guitarra, bajo
- Nick Mason - batería, percusión, frase hablada
- Roger Waters - bajo
- Richard Wright - teclados